# Sölve Arvedson
Sölve Arvedson, född 2 september 1928, död 26 december 2006 i Trelleborg, var Malmö Sjöbefälsskolas siste rektor och upphovsmakare till World Maritime University, WMU, i Malmö. Han utnämndes till universitetets förste rektor.

## Biografi
Efter studentexamen seglade han i handelsflottan. År 1956 avlade han sjökaptensexamen vid sjöbefälsskolan i Göteborg. Tre år senare avlade han navigationslärarexamen och blev reservofficer i flottan. Detta samtidigt som han tog akademiska betyg i matematik, meteorologi och oceanografi. Han deltog också i Lauge Kochs expedition till Grönlands ostkust. 
År 1963 blev han lärare vid sjöbefälsskolan i Malmö och 1976 utnämndes han till rektor vid samma skola. Staten beslutade lägga ner skolan 1982. Arvedson var medlem i en rad kommittéer och var bisittare till sjöfartsverkets representanter vid möten till International Maritime Organization, IMO. Han gjorde upprepade resor till Asien på uppdrag av The United Nations Economic and Social Commission for Asia and the Pacific, ESCAP, där han presenterade miljöbekämpande åtgärder till havs och säkerheten på handelsfartyg. 
Redan i början av 1970-talet hade han planer på internationell utbildning av befattningshavare inom sjöfartsklustret. De många tankerolyckorna ledde till säkerhetskurser för besättningarna på svenska tank-, produkt- och kemikaliefartyg och för kustbevakningen. Sommaren 1976 besökte IMO:s generalsekreterare C P Srivastava Arvedson i Malmö för att diskutera vikten av att lära utövare av IMO:s konventioner hur dessa skall tolkas och hanteras. Diskussionerna ledde till att Arvedson skulle genomföra ett antal internationella kurser i sjöfartens miljö och fartygs säkerhet. De beslöt också att Arvedson skulle arrangera ett internationellt symposium med rubriken utbildning av sjöfolk. Kurserna och symposiet blev mycket uppskattade. Vid avslutningen av symposiet frågade IMO:s generalsekreterare delegaterna om de önskade ett IMO universitet och om det skulle förläggas till Malmö. Svaret blev ett omnibus ja. På rekordtid, från november 1980 till juli 1983, etablerades World Maritime University. Arvedson blev universitetets ledare 1983–1985. Avlösare blev amiral Sheldon Kinney. Sölve Arvedson är begravd på Lilla Beddinge kyrkogård.